# サラーム・ザガルター
サラーム・ザガルター・クラブ（アラビア語: نادي السلام زغرتا, 英語: Salam Zgharta Club）は、レバノンのザガルターをホームタウンとするサッカークラブ。サラームはアラビア語で「平和」を意味する。

## タイトル
- レバノンFAカップ（英語版） 優勝 (1) : 2013-14[1][2]

## 過去の成績
- AFCカップ
  - 2015

## 歴代所属選手
- ピエール・ボヤ 2002-2003